# Рерберг, Александр Иванович
Александр Иванович Рерберг (?—1863) — российский генерал-лейтенант, герой штурма Варшавы в 1831 году.

## Биография
Происходил из дворян Новгородской губернии. Его братья: Егор (генерал-лейтенант, военный инженер) и Фёдор (инженер-генерал, сенатор).
В военную службу вступил в 1815 году юнкером в лейб-гвардии артиллерийскую бригаду. 22 марта 1817 года произведён в прапорщики лейб-гвардии 1-й артиллерийской бригады, в 1820 году переведён в лейб-гвардии 2-ю артиллерийскую бригаду. В 1821 году был произведён в поручики и в 1828 году — в штабс-капитаны и затем в капитаны, командовал 2-й ротой пешей артиллерийской сводной батареи.
В 1831 году принял участие в подавлении восстания в Польше, за отличие при штурме и взятии Варшавы 25 декабря был награждён орденом Св. Георгия 4-й степени, а в следующем году произведён в полковники, служил в 3-й гвардейской и гренадерской пешей артиллерийской бригаде.
21 июня 1834 года получил в командование 17-ю (затем переименованную в 14-ю) полевую артиллерийскую бригаду, 16 апреля 1841 года был произведён в генерал-майоры. С 7 августа 1843 года командовал гарнизонами Грузинского артиллерийского округа. Принимал участие в Кавказских походах. С начала 1850-х годов был начальником гарнизонов Дунайского артиллерийского округа, а с начала 1860-х годов был председателем военно-судной комиссии в Одессе. 6 декабря 1853 года произведён в генерал-лейтенанты.
Скончался весной 1863 года, из списков исключён 24 апреля.

## Награды
Среди прочих наград Рерберг имел ордена:
- Орден Святой Анны 3-й степени с бантом (1831 год)
- Орден Святого Георгия IV класса (25 декабря 1831 года, № 4642 по кавалерскому списку Григоровича — Степанова).
- Польский знак отличия за военное достоинство (Virtuti Militari) 4-й степени (1831 год)
- Орден Святого Станислава 2-й степени (1834 год)
- Орден Святого Владимира 3-й степени (1843 год)
- Орден Святого Станислава 1-й степени (15 апреля 1845 года)
- Орден Святой Анны 1-й степени (1852 год, императорская корона к этому ордену пожалована в 1855 году)
- Орден Святого Владимира 2-й степени (1857 год)